# Coupe de France féminine de handball 2004-2005
Navigation
2002-2003 2005-2006
La coupe de France 2004-2005 est la 13e édition de la coupe de France féminine de handball, compétition à élimination directe mettant aux prises des clubs de handball amateurs et professionnels affiliés à la Fédération française de handball.
Le tenant du titre est l'ES Besançon, vainqueur en 2002-2003 de HBC Nîmes (il n'y a pas eu de coupe de France disputée en 2003-2004).
La finale est remportée par l'ES Besançon face au Handball Metz métropole (23-20). Besançon remporte son 4e titre consécutif dans la compétition.

## Résultats

### Huitièmes de finale
Les huitièmes de finale ont lieu autour du 5 janvier 2005 :
| Date           | Club (division)             | Résultat | Club (division)                       |
| -------------- | --------------------------- | -------- | ------------------------------------- |
| 5 janvier 2005 | Noisy-le-Grand HB (D2)      | 29 – 25  | Handball Octeville-sur-Mer (D2)       |
| 5 janvier 2005 | Le Havre AC (D1)            | 20 – 23  | HB Metz Métropole (D1)                |
| 5 janvier 2005 | Toulouse FH (N1)            | 14 – 32  | ES Besançon (D1)                      |
| 5 janvier 2005 | HB Conches (N1)             | 21 – 20  | Achenheim Truchtersheim Handball (N1) |
| 5 janvier 2005 | ESC Yutz (D1)               | 32 – 30  | Toulon VHB (D1)                       |
| 5 janvier 2005 | SA Mérignac (D1)            | 37 – 19  | US Mios-Biganos (D1)                  |
| 5 janvier 2005 | Bordes Sport (D2)           | 19 – 31  | Cercle Dijon Bourgogne (D1)           |
| 5 janvier 2005 | Bourg-de-Péage UGAP HB (N1) | 23 – 20  | Le Pouzin Handball 07 (D2)            |

### Quarts de finale
| Date            | Club (division)             | Résultat | Club (division)        |
| --------------- | --------------------------- | -------- | ---------------------- |
| 26 janvier 2005 | Bourg-de-Péage UGAP HB (N1) | 26 – 34, | ES Besançon (D1)       |
| 29 janvier 2005 | Cercle Dijon Bourgogne (D1) | 19 – 23  | HB Metz Métropole (D1) |
| 29 janvier 2005 | Noisy-le-Grand HB (D2)      | 28 – 27  | SA Mérignac (D1)       |
| 2 février 2005  | HB Conches (N1)             | 19 – 27  | ESC Yutz (D1)          |

### Tableau final
Les finalités se sont déroulées les 2 et 3 avril 2005 à Besançon :
|  | Demi-finales           | Demi-finales           |                  |    | Finale | Finale |
|  | Demi-finales           | Demi-finales           |                  |    | Finale | Finale |
|  |                        |                        |                  |    |        |        |
|  |                        |                        |                  |    |        |        |
|  |                        |                        |                  |    |        |        |
|  | ES Besançon (D1)       | 32                     |                  |    |        |        |
|  | ES Besançon (D1)       | 32                     |                  |    |        |        |
|  | ESC Yutz (D1)          | 25                     |                  |    |        |        |
|  | ESC Yutz (D1)          | 25                     | ES Besançon (D1) | 23 |        |        |
|  |                        |                        | ES Besançon (D1) | 23 |        |        |
|  |                        | HB Metz Métropole (D1) | 20               |    |        |        |
|  | Noisy-le-Grand HB (D2) | HB Metz Métropole (D1) | 20               | 20 |        |        |
|  | Noisy-le-Grand HB (D2) |                        |                  | 20 |        |        |
|  | HB Metz métropole (D1) | 23                     |                  |    |        |        |
|  | HB Metz métropole (D1) | 23                     |                  |    |        |        |

#### Demi-finales
| 2 avril 2005 | ES Besançon                  | 32 - 25          | ESC Yutz               | Palais des sports de Besançon Affluence : 900 Arbitrage : MM Charpentier et Lelong |
| 2 avril 2005 | Myriame Saïd Mohamed, 9 buts | (15 - 09)        | trois joueuses, 5 buts | Palais des sports de Besançon Affluence : 900 Arbitrage : MM Charpentier et Lelong |
| 2 avril 2005 | ×4                           | Rapport handzone | ×6                     | Palais des sports de Besançon Affluence : 900 Arbitrage : MM Charpentier et Lelong |

- Besançon :
  - Gardiennes : Leclerc (1re à 4e et 5e à 30e et 47e à 60e) : 9/23 dont 1/3 pen, Quaire (4e à 5e et 30e à 47e) : 5/16 dont 0/2 pen
  - Marqueuses : Tervel 0/1 , Fiossonangaye 7/10 dont 1/1 pen, Pecqueux Rolland 3/4, Said Mohamed 9/12 dont 6/6 pen, Mathieu 5/7 , Racine 2/2, Brouillet 0/2, Grundisch 1/2, Durand 1/1, Morel 0/1, Akoa 2/6
  - Exclusions 2 min  : Pecqueux 54e, Tervel 51e, Mathieu 36e, Akoa 50e
- Yutz
  - Gardiennes: Cioculeasa (1re à 49e) 14/37 dont 0/4 pen, Pierson (49e à 60e) 0/9 dont 0/3pen.
  - Marqueuses : Cozma 3/4, Manneau 5/10, Brule 1/2, Selambarom 3/4, Achere , Onoiu, Deroletz 0/1, Hadj 5/9 dont 2/3 pen, Begue 5/14 dont 1/1 pen, Neagu 3/4 dont 1/1 pen, Staub 0/2, Ludwig 0/1, Keller
  - Exclusions 2 min  : Selembarom 38e, Deroletz 6e et 48e, Hadj 9e et 17e, Begue 25e
- Évolution du score : 5e : 3-2, 10e : 8-4, 15e : 9-5, 20e : 11-7, 25e : 14-9, mi-temps : 15-9 ; 35e : 18-10, 40e : 19-12, 45e : 25-18, 50e : 30-21, 55e : 31-21, score final : 32-25.

| 2 avril 2005 | HB Metz Métropole          | 23 - 20          | Noisy-le-Grand HB (D2) | Palais des sports de Besançon Affluence : 800 Arbitrage : Thierry Dentz et Denis Reibel |
| 2 avril 2005 | Christine Vanparys, 8 buts | (10 - 10)        | Laëtitia Bui, 9 buts   | Palais des sports de Besançon Affluence : 800 Arbitrage : Thierry Dentz et Denis Reibel |
| 2 avril 2005 | ×2                         | Rapport handzone | ×3                     | Palais des sports de Besançon Affluence : 800 Arbitrage : Thierry Dentz et Denis Reibel |

- Metz
  - Gardiennes : Leynaud (1re à 60e) : 10/28 dont 0/4 pen, Cerna 1/2 et 0/1pen
  - Marqueuses : Guehl 0/1, Kanto, Lannes 3/3, Francois, Orfevres 2/2, Vanparys 8/11 dont 2/3 pen, Cendier 1/10, Piejos, Vogein 4/6 dont 0/1 pen, Wendling 4/5, Horacek 1/5, Nitescu 0/1
  - Exclusions 2 min  : Kanto 58e, Piejos 53e, Wendling 49e, Nitescu 29e
- Noisy-le-Grand
  - Gardiennes : Pourre (1re à 30e) 5/15 dont 0/1 pen, Ben Slama (30e à 60e) : 6/19 dont 1/2pen
  - Marqueuses : Mauler , Esparre, Gaillard 1/2, Bui 9/15 dont 4/4 pen, Batiste 1/3, Chappe 2/2, Yaho 0/3, Servier 2/8 dont 1/1 pen, Auriemma 0/2, Balon 1/3, Delaporte 4/5
  - Exclusions 2 min  : Servier 2e,
- Évolution du score : 5e : 2-0, 10e : 4-2, 15e : 5-4, 20e : 8-8, 25e : 10-09, mi-temps : 10-10 ; 35e : 11-11, 40e : 15-13, 45e : 18-15, 50e : 20-16, 55e : 21-18, score final : 23-20.

#### Finale
| 3 avril 2005 | ES Besançon              | 23 - 20          | HB Metz Métropole     | Palais des sports de Besançon Affluence : 3 000 Arbitrage : Thierry Dentz et Denis Reibel |
| 3 avril 2005 | Raphaëlle Tervel, 7 buts | (11 - 10)        | Vesna Horaček, 4 buts | Palais des sports de Besançon Affluence : 3 000 Arbitrage : Thierry Dentz et Denis Reibel |
| 3 avril 2005 | ×2                       | Rapport handzone | ×3                    | Palais des sports de Besançon Affluence : 3 000 Arbitrage : Thierry Dentz et Denis Reibel |

## Vainqueur
| Vainqueur de la Coupe de France 2004-2005 ES Besançon 4e victoire |